# Friedel von Wangenheim
Friedel Freiherr von Wangenheim (* 11. Mai 1939 in Moskau; † 6. April 2001 in Berlin) war ein deutscher Chanson- und Bühnenautor, Schauspieler und Dramaturg aus der Familie von Wangenheim.

## Leben
Friedel von Wangenheim entstammte einer Familie berühmter deutscher Bühnenschauspieler. Sein Großvater war Eduard von Winterstein, seine Eltern Inge und Gustav von Wangenheim. Friedel von Wangenheim selbst war in zweiter Ehe mit der Schauspielerin Renate Reinecke verheiratet.
In der DDR arbeitete Wangenheim als Bühnenautor für den Friedrichstadtpalast und schrieb Chansons für das Männergesangsquartett Die Mimosen. Sein letztes Werk war Claire Waldoff. Stationen einer Cabaret-Karriere, das im Jahr 2000 am Charlottenburger Theater Tribüne mit Angelika Mann in der Rolle der Claire Waldoff aufgeführt wurde.
Außerdem trat er als Schauspieler auf (z. B. am jetzigen Eduard-von-Winterstein-Theater in Annaberg-Buchholz, das sein Großvater 1897 als Egmont eröffnet hat), unter anderem 1999 in der Hauptrolle von Rosa von Praunheims Spielfilm Der Einstein des Sex. Im selben Jahr erschien der Kriminalroman Kamera läuft, Herr Kommissar, den er unter dem Pseudonym „vW“ gemeinsam mit Jan Eik geschrieben hatte.

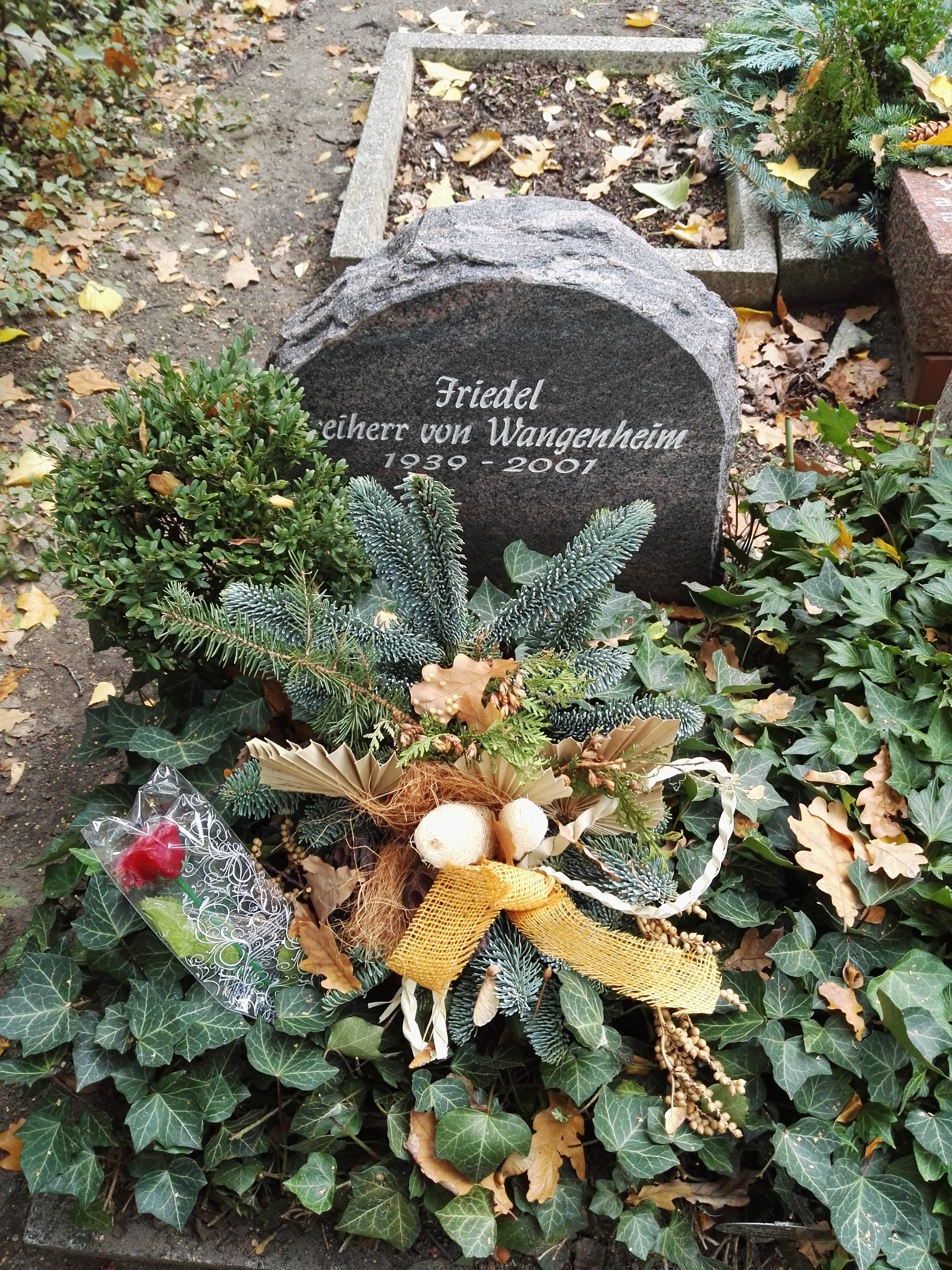
Grabstätte

Am 6. April 2001 nahm sich Friedel von Wangenheim das Leben. Er ist auf dem Friedhof der Dorotheenstädtischen und Friedrichswerderschen Gemeinden beigesetzt. Die Grabstätte befindet sich in der Abt. CU2.

## Werke
- Kamera läuft, Herr Kommissar. Ein Medien-Krimi. Ullstein, Berlin 1999. ISBN 3-548-24593-5 (mit Jan Eik)

## Filmrollen
- 1997: Schwuler Mut – 100 Jahre Schwulenbewegung; Regie: Rosa von Praunheim
- 1999: Der Einstein des Sex; Regie: Rosa von Praunheim
- 1999/2000: Die Königin. Marianne Hoppe; Regie: Werner Schroeter